# أومبرياس
بلدية أومبرياس (بالإسبانية: Umbrías) هي بلدية تقع في مقاطعة آبلة التابعة لمنطقة قشتالة وليون وسط إسبانيا.

## الديموغرافيا
بلغ عدد سكان بلدية أومبرياس 127 نسمة عام 2011 (وفقاً للمعهد الوطني للإحصاء الإسباني).
| 180 | 174 | 158 | 144 | 134 | 139 | 127 |